# Адаптивная оптика

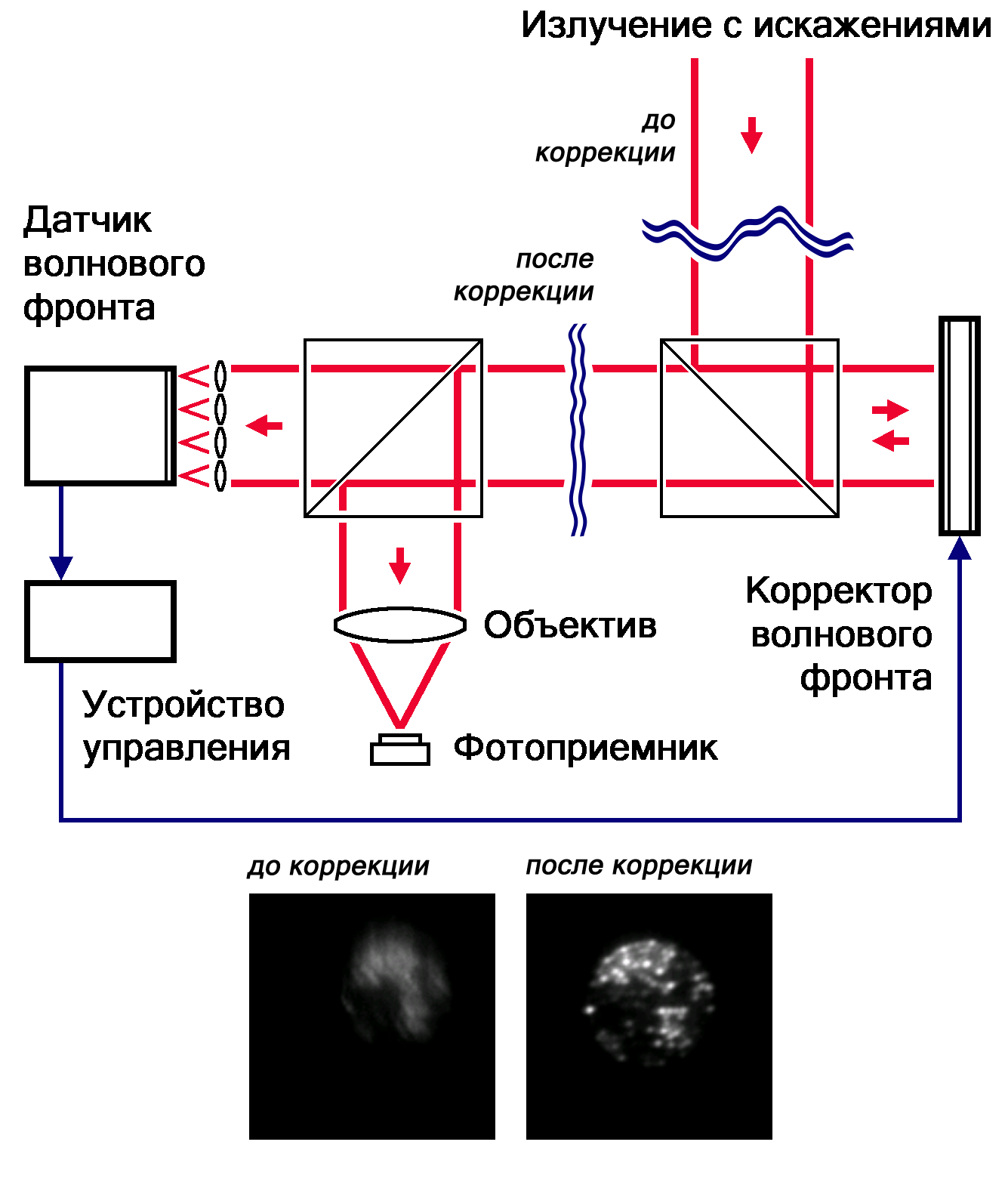
Общая схема адаптивной оптической системы

Адаптивная оптика — раздел оптики, изучающий методы устранения нерегулярных искажений, возникающих при распространении света в неоднородной среде, с помощью управляемых оптических элементов. Основные задачи адаптивной оптики — это повышение предела разрешения наблюдательных приборов, концентрация оптического излучения на приёмнике или мишени и т. п.
Адаптивная оптика находит применение в конструировании наземных астрономических телескопов, в системах оптической коммуникации, в промышленной лазерной технике, в офтальмологии и пр., где позволяет компенсировать, соответственно, атмосферные искажения, аберрации оптических систем, в том числе оптических элементов глаза человека.

## Адаптивная оптическая система
Конструктивно адаптивная оптическая система обычно состоит из датчика, измеряющего искажения (датчик волнового фронта), корректора волнового фронта и системы управления, реализующей связь между датчиком и корректором.

### Датчики волнового фронта

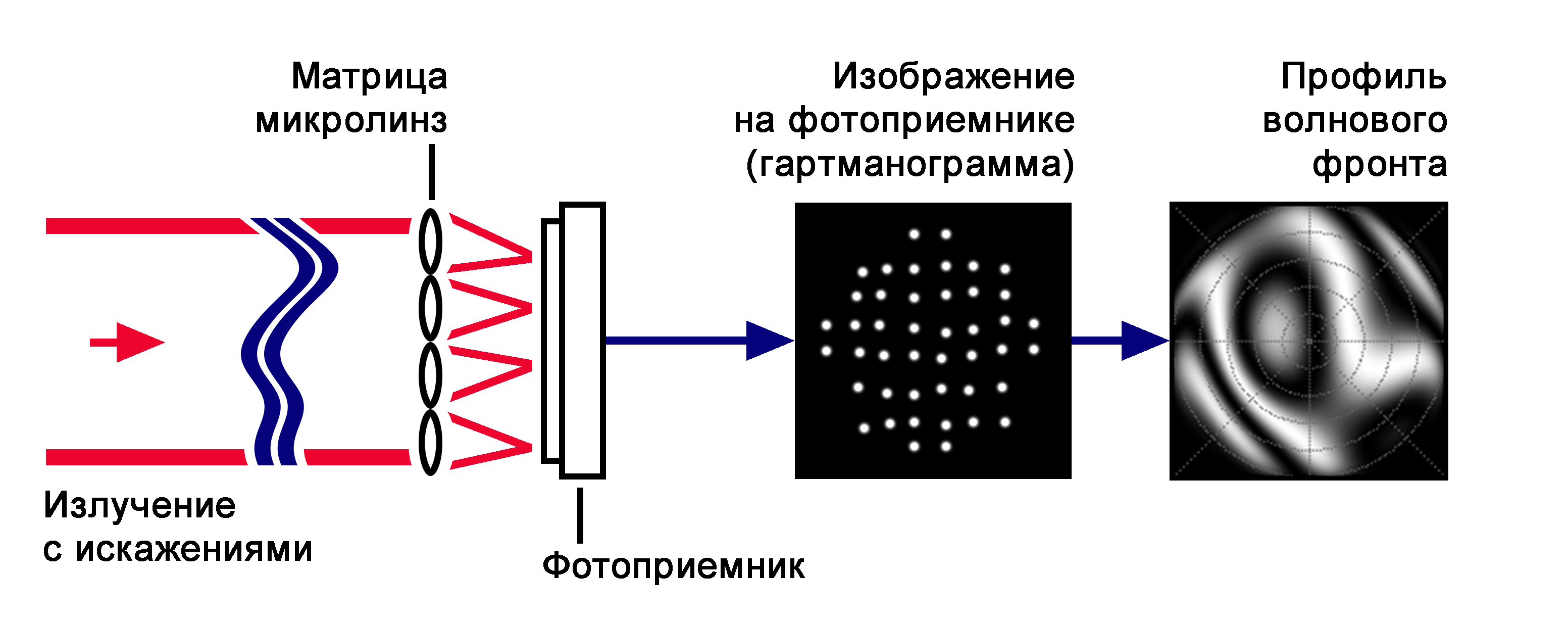
Общая схема датчика волнового фронта типа Шека-Гартмана

Существуют разнообразные методы, позволяющие как качественно оценивать, так и количественно измерять профиль волнового фронта. Наиболее популярными в настоящее время являются датчики интерференционного типа и типа Шека-Гартмана.
Действие интерференционных датчиков основано на когерентном сложении двух световых волн и формировании интерференционной картины с зависящей от измеряемого волнового фронта интенсивностью. При этом, в качестве второй (опорной) световой волны может использоваться волна, полученная из исследуемого излучения путём пространственной фильтрации.
Датчик типа Шека-Гартмана состоит из матрицы микролинз и расположенного в их фокальной плоскости фотоприёмника. Каждая линза обычно имеет размеры от 1 мм и меньше.
Линзы датчика разделяют исследуемый волновой фронт на субапертуры (апертура одной микролинзы), формируя в фокальной плоскости совокупность фокальных пятен. Положение каждого из пятен зависит от локального наклона волнового фронта пучка, пришедшего на вход датчика. Измеряя поперечные смещения фокальных пятен, можно вычислить средние углы наклонов волнового фронта в пределах каждой из субапертур. По этим величинам вычисляется профиль волнового фронта на всей апертуре датчика.

### Корректоры волнового фронта
Адаптивное (деформируемое) зеркало является наиболее популярным инструментом для управления волновым фронтом и коррекции оптических аберраций. Идею коррекции волнового фронта составным зеркалом предложил В. П. Линник в 1957 году. Возможность создания такой системы появилась с середины 1990-х годов в связи с развитием технологий и с возможностью точнейшего компьютерного управления и контроля.

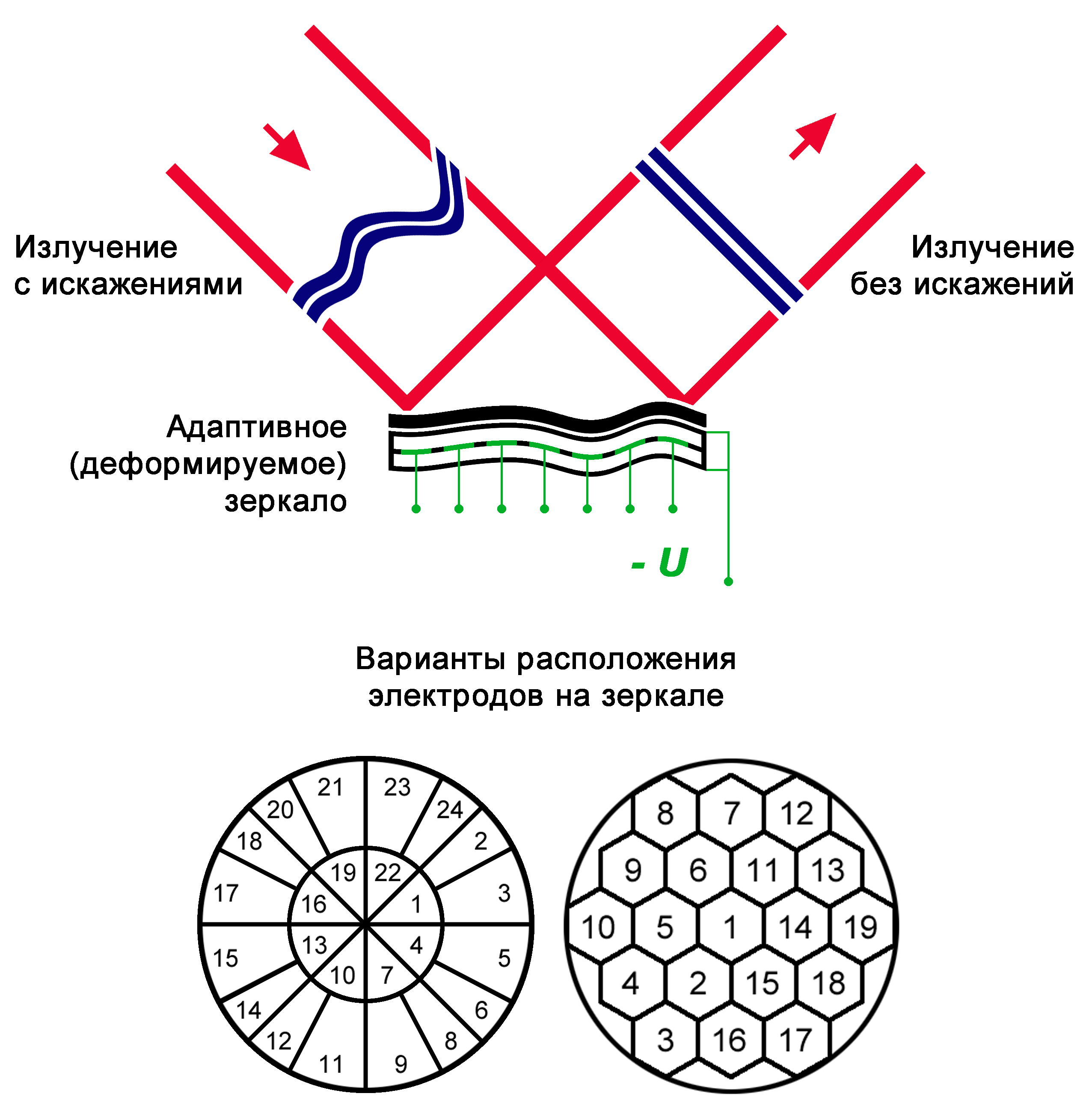
Схема работы адаптивного (деформируемого) зеркала

В частности, широкое распространение получили униморфные (полупассивный-биморф) зеркала. Такое зеркало состоит из тонкой пластины, изготовленной из пьезоэлектрического материала, на которой особым образом расположены электроды. Пластина присоединена к подложке, на передней поверхности которой сформирована оптическая поверхность. При приложении напряжения к электродам пьезоэлектрическая пластина сжимается (или расширяется), что приводит к изгибу оптической поверхности зеркала. Особое пространственное расположение электродов позволяет формировать сложные рельефы поверхности.
Скорость управления формой адаптивного зеркала позволяет использовать его для компенсации динамических аберраций в режиме реального времени.
В астрономических приложениях для систем адаптивной оптики нужен опорный источник, который служил бы эталоном блеска для коррекции искажений, создаваемых атмосферной турбулентностью, причём он должен быть расположен на достаточно близком угловом расстоянии от исследуемой области неба. В некоторых системах в качестве такого источника используется «искусственная звезда», создаваемая возбуждением атомов натрия на высоте около 90-100 км над поверхностью Земли наземным лазером.

## В астрономии
В астрономии адаптивная оптика используется для наблюдения за звёздами и галактиками, чей свет в атмосфере может искажаться или сливаться в одно световое пятно, если наблюдаемые объекты расположены достаточно близко друг к другу. Дополнительные сложности для систем адаптивной оптики, применяемых в астрономии, создаёт слишком низкая, для надёжной реконструкции волнового фронта, яркость света от далёких звёзд и галактик.
Первоначально при наблюдении за тусклыми объектами волновой фронт реконструировали по находящимся недалеко от них ярким звёздам (так называемые опорные звёзды). Впервые об использовании этого способа стало известно в 1989 году, когда его опробовали в Обсерватории Верхнего Прованса, однако позже выяснилось, что задолго да этого подобные методы применялись американскими военными. Вскоре подобные системы, использующие звёзды-маяки (англ. guide stars), начали применяться на больших телескопах повсеместно.
Однако ярких звёзд, подходящих на роль маяков на небосводе немного, так что описанная методика была пригодна для наблюдений всего за 10 % небесной сферы. В 1985 году для решения этой проблемы французскими астрономами Рено Фуа и Антуаном Лабейри было предложено создавать «искусственные звёзды», вызывая при помощи лазера свечение атомарного натрия, содержащегося в мезосфере, на высоте примерно 90—100 км, которое и должно было стать опорным источником света для компенсирующей системы. Впервые для нужд астрономии подобная система была применена в середине 1990-х на телескопах средних размеров в Ликской обсерватории в США и обсерватории Калар Альто в Испании. Спустя ещё примерно 10 лет эта техника начала применяться и на 8—10-метровых телескопах. Военными эта методика также была опробована раньше.

### История секретных разработок
Идея использования адаптивной оптики для компенсации искажений, вызванных плохой видимостью, впервые была предложена в 1953 году директором обсерватории Маунт Вилсон в Калифорнии Хорасом Бабкоком. Однако уровень технологического развития для развития систем адаптивной оптики в 1950-х был ещё недостаточно высок.
Разработка систем адаптивной оптики была начата под контролем DARPA в 1973 году — тогда у частной компании Itek Optical Systems была заказана разработка приборов, 
компенсирующих рассеивание света, обусловленное низкой астрономической видимостью. Эти приборы предполагалось использовать в первую очередь для наблюдения за советскими спутниками, а в дальнейшем на их основе планировалось создать лазерное оружие, пригодное для уничтожения баллистических ракет. Сотрудниками Itek были созданы главные компоненты системы адаптивной оптики. В качестве датчика волнового фронта был использован интерферометр. Корректором волнового фронта послужило деформируемое зеркало, сделанное из стекла, покрытого тонким алюминиевым зеркалом, которое деформировалось под действием 21 пьезоэлектрического актуатора, каждый из которых был способен сокращаться и удлиняться в пределах 10 мкм. Для контроля над первыми двумя компонентами была создана система управления. Во время испытаний системы наблюдения велись не за астрономическими объектами, а за сфокусированным лазерным лучом. В результате наблюдения было получено стабильное изображение диска Эйри, что свидетельствовало о работоспособности системы.
Результаты дальнейших экспериментов компании в этой области были засекречены. В 1975 году в интересах Министерства обороны США была утверждена закрытая программа разработки систем адаптивной оптики CIS (англ.  Compensating Imaging System). Она предполагала создание более совершенных сенсоров волнового фронта и деформируемых зеркал с бо́льшим количеством актуаторов. Для осуществления этой программы был использован 1,6-метровый телескоп, расположенный на вершине горы Халеакала на гавайском острове Мауи. С помощью этого телескопа, дополненного системой адаптивной оптики, в июне 1982 года были получены первые достаточно качественные фотографии искусственного спутника Земли: разрешение телескопа при помощи CIS было увеличено в 12 раз. Вместо звёздного света в качестве опорного источника (опорной звезды) CIS использовал солнечный свет, отражаемый спутником.
Идея использования лазеров для зажигания искусственных звёзд (Лазерная опорная звезда) и калибровки по ним также была высказана учёным, работавшим под началом военных. Этот учёный — Джулиус Фейнлейб — в 1981 году предложил использовать в системах адаптивной оптики рэлеевское рассеивание света. В отличие от уже существующего на тот момент метода SPAC (англ. Shearing Point Ahead Compensation), в котором оценка вносимых атмосферой искажений производилась по отражённому от атмосферы свету лазера, в новом методе, получившем название APAC (англ. Astral Point Ahead Compensation), характер искажений волнового фронта определялся по фотонам, в результате релеевского рассеяния вернувшимися в точку, из которой они были испущены. В 1983 году группой американского физика Роберта Фьюгейта в Starfire Optical Range (SOR) было экспериментально подтверждено, что по своим характеристикам это свечение близко к свечению точечного источника.
Для закрепления результатов предшествующих исследований было необходимо повторить их на телескопе большего диаметра. Такой телескоп был установлен в месте, выделенном военными для проведения испытаний в 1987 году, и к февралю 1992 года группой Фьюгейта были достигнуты существенные результаты. В качестве источника опорного излучения на нём были использованы мощные лазеры на парах меди, способные генерировать 5000 импульсов в секунду, что позволило учитывать искажения даже от самых короткоживущих турбулентностей. Также был использован более совершенный сенсор Шека-Гартмана, изобретенный в начале 1970-х годов, а зеркало телескопа имело 241 актуатор и могло изменять форму 1664 раза в секунду.
Использование рэлеевского рассеяния для создания опорных источников излучения имело свои ограничения, связанные с тем, что из-за слабости рассеяния его возбуждали на сравнительно небольшой высоте — от 10 до 20 километров. Лучи от источника, находящегося на этой высоте, всё ещё заметно расходились, из-за чего совпадение волновых фронтов от удалённых источников с фронтами от опорного источника было неидеальным. Это не лучшим образом сказывалось на качестве коррекции.
В 1982 году профессором Принстонского университета Уиллом Харпером был предложен новый способ создания опорных источников излучения на основе натрия, находящегося в мезосфере. Этим методом в адаптивной оптике пользуются и сейчас. Переход к этому методу при равной мощности лазера позволил увеличить интенсивность получаемого свечения на четыре порядка. Благодаря большой высоте источника свечения были уменьшены искажения, вызванные расхождением лучей от опорного источника. Летом 1988 года сотрудники Линкольновской лаборатории, расположенной на авиабазе Хэнском в штате Массачусетс получили первые выполненные по этому методу снимки звёзд, хотя и не очень высокого качества.
Весной 1991 года Министерством обороны США был снят гриф секретности с большей части работ по адаптивной оптике, и уже в мае на конференции Американской астрономической ассоциации в Сиэтле были опубликованы первые сообщения о этом методе. Вскоре последовали и журнальные публикации.

### Новые разновидности
В построенных по классической схеме системах адаптивной оптики размер контролируемой зоны небосвода как правило был ограничен квадратом со стороной 15 угловых секунд. В марте 2007 года на одном из телескопов ESO была опробована система мультисопряжённой адаптивной оптики. Эта система производила коррекцию, основываясь на данных о турбулентности на разных высотах, что позволило увеличить размер корректируемого поля зрения до двух и более угловых минут, т. е. на порядок..
В 2010-х годах разработаны и протестированы экспериментальные системы мультиобъектной адаптивной оптики. Эти системы позволяют одновременно отслеживать до десяти и более источников в поле зрения диаметром 5—10 угловых минут. Их планируется установить на телескопах нового поколения, которые должны приступить к работе в 2020-х.